# برایان لانگلی
برایان لانگلی (انگلیسی: Bryan Langley؛ ۲۹ دسامبر ۱۹۰۹ – ۲۱ ژانویهٔ ۲۰۰۸) فیلم‌بردار اهل بریتانیا بود.
از فیلم‌هایی که وی در آن‌ها نقش داشته است، می‌توان به اتاق دونفره و شماره هفده اشاره نمود.